# Melambia cordicollis
Melambia cordicollis is een keversoort uit de familie schorsknaagkevers (Trogossitidae). De wetenschappelijke naam van de soort werd in 1876 gepubliceerd door John Lawrence LeConte.